# День Сухопутных войск (Россия)
«Де́нь Сухопу́тных войск Вооружённых сил Росси́йской Федера́ции» — государственный профессиональный праздник военнослужащих и гражданских служащих Сухопутных войск Российской Федерации. Отмечается в России ежегодно 1 октября, начиная с 2006 года.

## История праздника
Дата, избранная для празднования «Дня Сухопутных войск» в России, не случайна: 1 октября 1550 года Государь, Царь и Великий Князь всея Руси Иван IV Васильевич (Грозный) издал приговор (указ) «Об помещении в Московском и окружающих уездах избранной тысячи служилых людей», создав первое постоянное войско — стрелецкие полки. Кроме того, Иван Грозный упорядочил систему комплектования поместного войска, установил постоянное пребывание на службе в мирное и военное время, организовал централизованное управление армией и её снабжение, создав тем самым первое постоянное войско Русского государства, имевшее признаки регулярной армии, и заложив основы дальнейшего формирования и развития российских сухопутных войск.
В ноябре 1699 года царь Пётр I издал указ «О приёме в службу солдат из вольных людей», установив рекрутский принцип формирования войска. После окончания Северной войны (1700—1721) в Российской империи появилась регулярная сухопутная армия.
31 мая 2006 года президент Российской Федерации В. В. Путин подписал указ № 549 «Об установлении профессиональных праздников и памятных дней в Вооружённых силах Российской Федерации», в котором предписывалось отмечать «День Сухопутных войск» 1 октября ежегодно, начиная с года вступления указа в законную силу. Праздник был учреждён наряду с другими «в целях возрождения и развития отечественных воинских традиций, повышения престижа военной службы и в знак признания заслуг военных специалистов в решении задач обеспечения обороны и безопасности государства».
Сухопутные войска РФ — старейший и самый многочисленный по боевому составу вид Вооружённых сил Российской Федерации. По данным Департамента информации и массовых коммуникаций Министерства обороны Российской Федерации по состоянию на 1 октября 2013 года, численность сухопутных войск (СВ) была определена в количестве 300 тысяч человек. До 2020 года было спланировано формирование более сорока и переформирование пяти соединений СВ.
В состав СВ РФ входят следующие рода войск: мотострелковые войска, танковые войска, ракетные войска и артиллерия, войска ПВО и формирования специальных войск и служб. Некоторые из этих родов войск также имеют свои профессиональные праздники и памятные дни, например: «День танкиста», «День ракетных войск и артиллерии», «День войск ПВО» и так далее. Тем не менее, Верховный главнокомандующий Вооружёнными силами Российской Федерации счёл необходимым установить, помимо них, и профессиональный праздник — «День Сухопутных войск Вооружённых сил Российской Федерации», дабы скрепить боевое братство между различными родами российских сухопутных войск.

### Празднование в главном храме Сухопутных войск ВС РФ (2015)
1 октября 2015 года «День Сухопутных войск ВС РФ» впервые отмечался на Преображенской площади в Москве, где в Храме Преображения Господня прошло архиерейское богослужение, на котором присутствовал главнокомандующий Сухопутными войсками ВС РФ генерал-полковник Олег Салюков, представители командования и личного состава. Перед началом богослужения был оглашён указ, подписанный Святейшим Патриархом Московским и всея Руси Кириллом по ходатайству министра обороны России Сергея Шойгу, о присвоении церкви Преображения Господня статуса главного храма Сухопутных войск Российской Федерации.